# Norra Bläcktjärnen
Norra Bläcktjärnen är en sjö i Hällefors kommun i Västmanland och ingår i Göta älvs huvudavrinningsområde. Sjöns area är 0,01 kvadratkilometer och den befinner sig 241 meter över havet.